# Val-de-Reuil
 Val-de-Reuil  es una población y comuna francesa, en la región de Alta Normandía, departamento de Eure, en el distrito de Les Andelys y cantón de Val-de-Reuil.

## Demografía
| 376                       | 398 | 378 | 4400 | 11 359 | 13 245 | 13 702 |
| (Fuente: INSEE y Cassini) |     |     |      |        |        |        |

## Historia
El 28 de septiembre de 1981 se creó Vaudreuil-Ex-Ensemble Urbain, con parcelas segregadas de Incarville, Léry, Porte-Joie, Poses, Saint-Étienne-du-Vauvray, Saint-Pierre-du-Vauvray, Tournedos-sur-Seine y Le Vaudreuil. El 19 de noviembre de 1984, Vaudreuil-Ex-Ensemble Urbain pasa a llamarse Val-de-Reuil.